# Romāns Vainšteins
Romāns Vainšteins (* 3. März 1973 in Talsi, Kurland) ist ein ehemaliger lettischer Radrennfahrer.
Romāns Vainšteins stammt aus einfachen Verhältnissen. Beide Eltern waren sportlich, der Vater Boxer in der sowjetischen Nationalmannschaft, die Mutter spielte Basketball. Im Alter von elf Jahren begann er mit dem Radsport. 1991 ging er mit vier weiteren Fahrern nach Belgien, da es ihm in der Heimat an Unterstützung für seine sportlichen Ambitionen fehlte.
Vainšteins begann seine Karriere als Berufsfahrer 1998 beim Team Kross-Selle Italia. Zuvor war er ein Jahr beim Team Polti als Stagiaire gefahren. 1999 wechselte er zu Vini Caldirola, wo er zwei Jahre lang fuhr. Zu Beginn der Saison 2001 wechselte der damalige Weltmeister zu Domo-Farm Frites. Auch dort blieb er zwei Jahre, bevor es ihn wieder zurück zu Vini Caldirola führte. Nach nur einem Jahr wechselte er zu Lampre. Zu Beginn der Saison 2005 fusionierte Lampre mit dem Team Saeco aufgrund der neu geschaffenen UCI ProTour. Dadurch stand Vainšteins ohne Team da, woraufhin er seine Karriere am 4. November 2004 im Alter von 31 Jahren beendete.
Er bestritt die Tour de France zwischen 2000 und 2003 insgesamt dreimal und erreichte jeweils das Ziel in Paris. Zudem fuhr er einmal den Giro d’Italia im Jahr 1999, den er jedoch nicht beenden konnte. Seinen größten Erfolg feierte er mit dem Sieg beim Straßenrennen bei der Weltmeisterschaft 2000 in Plouay.

## Doping
Romāns Vainšteins äußerte sich in einem Interview, nachdem er zu seiner Haltung zum Doping gefragt wurde, so: „Ob ich etwas nehme oder nicht, ist meine persönliche Angelegenheit.“ Sein Name tauchte später in den Unterlagen im Kontext des Dopingskandals Fuentes auf.

## Palmarès
| 1995 - Circuit Franco-Belge 1997 - Militär-Weltmeister – Einzelzeitfahren 1998 - eine Etappe und Gesamtwertung Grande Prémio Jornal de Notícias - GP Aarhus - GP Larciano - eine Etappe Course de la Solidarité Olympique 1999 - eine Etappe Portugal-Rundfahrt - Paris-Brüssel - Lettischer Meister im Straßenrennen - eine Etappe Giro d’Italia - eine Etappe und Gesamtwertung Settimana Siciliana - GP Gippingen - zwei Etappen Tirreno–Adriatico - GP Chiasso - eine Etappe Giro della Provincia di Lucca | 2000 - Weltmeister – Straßenrennen - Coppa Bernocchi - eine Etappe Tirreno–Adriatico - zwei Etappen Internationale Rheinland-Pfalz Rundfahrt 2001 - eine Etappe Tirreno–Adriatico - eine Etappe Katalonien-Rundfahrt 2003 - 4. Etappe Giro della Provincia di Lucca |